# Aeropuerto de The Pas
El Aeropuerto De The Pas (del inglés: The Pas Airport) (IATA: YQD, OACI: CYQD) está ubicado a 10 MN (19 km; 12 mi) al noreste de The Pas, Manitoba, Canadá.

## Aerolíneas y destinos
- Bearskin Airlines
  - Winnipeg / Aeropuerto Internacional de Winnipeg Armstrong
  - Lynn Lake / Aeropuerto de Lynn Lake
- Calm Air
  - Winnipeg / Aeropuerto Internacional de Winnipeg Armstrong